# أثينا كريكيلي
أثينا كريكيلي (اليونانية: Αθηνά Κρικέλη)، هي صحفية يونانية من أصل أمريكي، ولدت في مدينة سالونيك.
درست الصحافة في لندن لمدة ثلاث سنوات وتحمل رسالة ماجستير في وسائل الإعلام من جامعة نيويورك. كما أنها هي المؤسس والرئيس التنفيذي للمجموعة الإعلامية (إلوبيا).